# 北村俊彦
北村 俊彦 (きたむらとしひこ 1943年生まれ。) は日本のミュージック・コミュニケーター、作曲家。
代表曲は星笛など。

## 来歴
京都府立洛東高等学校卒業後大阪音楽大学卒業。大阪府松原市の小学校で音楽専科の教諭として30年間勤務した。
1975年以来松原市の小学生のリコーダー合奏団の指揮を務めている。東京リコーダー協会西日本本部長と して全国でリコーダー指導の講習会を行ってきた。
現在もリコーダー教室で指導にあたっている。

## 主な著書
•小さな指に優しいリコーダー指導
•りすのかくれんぼ
•笛星人
•雨上がりの朝
•ミステリートレイン(共著)

## 主な作曲した曲

### 笛星人収録
•ちょっとまってね
•しっぱれー！
•笛星人
•シロロリロン
•さくら笛
•おやすみ
•ソロサンマ
•地平線
•猫吹いちゅった
•2001年
•雲のなみだ
•花笛
•ブラック・ホール
•ミスター・ドラマン
•やったー！100点
•ガボット
•フエスキー・マーチ
•パンダンス
•うんめいだ‼︎
•風の置き手紙
•花笛
•ランチタイム•マーチ
•ランチタイム・ワルツ
•道

### 雨あがりの朝収録
•雨の声
•笛におやすみ
•晴れ時々なみだ
•あつまれ！
•リコーダーメイト
•朝はモーツァルトが
•星笛
•駅
•ようい！どろんこ合戦
•お母さんも女の子だった
•冬の舞姫
•台風205号
•夢月
•小さな春の物語
•サマーホッピング
•落ち葉のメークアップ
•こな雪のおどり
•雨あがりの朝